# Mélanie Meillard
Mélanie Meillard (ur. 23 września 1998 w Neuchâtel) – szwajcarska narciarka alpejska, brązowa medalistka mistrzostw świata juniorów i dwukrotna medalistka igrzysk olimpijskich młodzieży.

## Kariera
Po raz pierwszy na arenie międzynarodowej Mélanie Meillard pojawiła się 26 listopada 2014 roku w Davos, gdzie w zawodach FIS Race zajęła czwarte w supergigancie. W styczniu 2015 roku wystartowała na mistrzostwach świata juniorów w Hafjell, gdzie jej najlepszym wynikiem było szóste miejsce w tej samej konkurencji. Parę dni wcześniej wystąpiła na olimpijskim festiwalu młodzieży Europy w Malbun, gdzie zdobyła brązowy medal w gigancie. W lutym 2016 roku wystartowała igrzyskach olimpijskich młodzieży w Lillehammer, gdzie zdobyła złoty medal w gigancie oraz srebrny w superkombinacji, przegrywając tylko ze swą rodaczką, Aline Danioth. W marcu tego samego roku zdobyła brązowy medal w gigancie podczas mistrzostw świata juniorów w Soczi, gdzie wyprzedziła ją inna Szwajcarka – Jasmina Suter oraz Riikka Honkanen z Finlandii. 
W zawodach Pucharu Świata zadebiutowała 13 grudnia 2015 roku w Åre, gdzie nie ukończyła pierwszego przejazdu w slalomie. Pierwsze pucharowe punkty wywalczyła 22 października 2016 roku w Sölden, zajmując 18. miejsce w gigancie. W 2017 roku wystąpiła na mistrzostwach świata w Sankt Moritz, zajmując między innymi trzynaste miejsce w gigancie. Na podium zawodów tego cyklu pierwszy raz stanęła 1 stycznia 2018 roku w Oslo, kończąc rywalizację w slalomie równoległym na trzeciej pozycji. Wyprzedziły ją tylko Mikaela Shiffrin z USA, i kolejna Szwajcarka, Wendy Holdener.
Jej brat, Loïc, także został narciarzem alpejskim.

## Osiągnięcia

### Mistrzostwa świata
| Miejsce | Dzień     | Rok  | Miejscowość       | Konkurencja          | Czas biegu | Strata | Zwyciężczyni          |
| ------- | --------- | ---- | ----------------- | -------------------- | ---------- | ------ | --------------------- |
| 13.     | 16 lutego | 2017 | Sankt Moritz      | Gigant               | 2:05,55    | +2,22  | Tessa Worley          |
| DSQ1    | 18 lutego | 2017 | Sankt Moritz      | Slalom               | 1:37,27    | –      | Mikaela Shiffrin      |
| DNF2    | 20 lutego | 2021 | Cortina d’Ampezzo | Slalom               | 2:30,66    | –      | Katharina Liensberger |
| 15.     | 11 lutego | 2025 | Saalbach          | Kombinacja drużynowa | 2:40,89    | +2,15  | Stany Zjednoczone 1   |
| DNF2    | 15 lutego | 2025 | Saalbach          | Slalom               | 1:58,00    | -      | Camille Rast          |

### Mistrzostwa świata juniorów
| Miejsce | Dzień     | Rok  | Miejscowość | Konkurencja     | Czas biegu | Strata | Zwyciężczyni        |
| ------- | --------- | ---- | ----------- | --------------- | ---------- | ------ | ------------------- |
| 23.     | 7 marca   | 2015 | Hafjell     | Gigant          | 2:25,14    | +2,62  | Nina Ortlieb        |
| 14.     | 9 marca   | 2015 | Hafjell     | Slalom          | 1:43,54    | +1,82  | Paula Moltzan       |
| 6.      | 10 marca  | 2015 | Hafjell     | Supergigant     | 1:23,81    | +1,15  | Federica Sosio      |
| 19.     | 10 marca  | 2015 | Hafjell     | Superkombinacja | 2:08,54    | +3,83  | Rahel Kopp          |
| 12.     | 29 lutego | 2016 | Soczi       | Supergigant     | 1:10,48    | +1,45  | Nina Ortlieb        |
| DNF1    | 1 marca   | 2016 | Soczi       | Superkombinacja | 1:59,32    | –      | Aline Danioth       |
| 3.      | 2 marca   | 2016 | Soczi       | Gigant          | 2:12,39    | +0,27  | Jasmina Suter       |
| DNF2    | 5 marca   | 2016 | Soczi       | Slalom          | 1:37,41    | –      | Elisabeth Willibald |

### Igrzyska olimpijskie młodzieży
| Miejsce | Dzień     | Rok  | Miejscowość | Konkurencja     | Czas biegu | Strata | Zwyciężczyni  |
| ------- | --------- | ---- | ----------- | --------------- | ---------- | ------ | ------------- |
| 4.      | 13 lutego | 2016 | Lillehammer | Supergigant     | 1:11,93    | +1,12  | Nadine Fest   |
| 2.      | 14 lutego | 2016 | Lillehammer | Superkombinacja | 1:55,74    | +0,38  | Aline Danioth |
| 1.      | 16 lutego | 2016 | Lillehammer | Gigant          | 2:33,28    | –      | –             |
| DNF1    | 18 lutego | 2016 | Lillehammer | Slalom          | 1:43,21    | –      | Aline Danioth |

### Puchar Świata

#### Miejsca w klasyfikacji generalnej
- sezon 2015/2016: –
- sezon 2016/2017: 29.
- sezon 2017/2018: 19.
- sezon 2019/2020: –
- sezon 2020/2021: 60.
- sezon 2021/2022: 89.
- sezon 2022/2023: 69.
- sezon 2023/2024: 38.
- sezon 2024/2025: 26.

#### Miejsca na podium w zawodach
1. Oslo – 1 stycznia 2018 (slalom równoległy) – 3. miejsce